# Phrynium parvum
Phrynium parvum är en strimbladsväxtart som först beskrevs av Henry Nicholas Ridley, och fick sitt nu gällande namn av Richard Eric Holttum. Phrynium parvum ingår i släktet Phrynium och familjen strimbladsväxter. Inga underarter finns listade.